# Atenizoides curacaoae
Atenizoides curacaoae là một loài bọ cánh cứng trong họ Cerambycidae.